# Heortia iospora
Heortia iospora là một loài bướm đêm trong họ Crambidae.